# کولوتن
کولوتن (به لاتین: Kolotan یا کولاتان Kolatan) یک منطقه مسکونی است که در شهرستان آستارا واقع شده‌است. کولوتن ۱۱۹۲ نفر جمعیت دارد. این روستا در میانه جاده آستارا به لنکران قرار دارد.

## ریشه واژه
کول در زبان تالشی به‌معنی بوته و اَتون به معنی آن طرف است و علت نامگذاری آن وجود مزارع و باغ‌های چای در این ناحیه است. مردم در این منطقه، ابتدا به کشت برنج و سپس به کشت چای مشغول شدند.